# China-Africa Development Fund
Der China-Africa Development Fund (chinesisch 中非发展基金), besser bekannt als CAD Fund, ist ein chinesischer Staatsfonds oder staatlicher Förderfonds, der ausschließlich von der China Development Bank, einer staatlichen chinesischen Entwicklungsbank, finanziert wird. Ziel des Fonds ist es, Investitionen chinesischer Unternehmen in Afrika in den Bereichen Stromerzeugung, Verkehrsinfrastruktur, Rohstoffe, Fertigung und anderen Sektoren anzukurbeln.

## Geschichte
Die Einrichtung des CAD-Fonds wurde am 4. November 2006 auf dem Gipfeltreffen des Forums für Chinesisch-Afrikanische Zusammenarbeit (FOCAC) in Peking von Präsident Hu Jintao als eine der „Acht Maßnahmen“ für die chinesisch-afrikanischen Beziehungen angekündigt. Er wurde im Juni 2007 mit einer Anschubfinanzierung von einer Milliarde US-Dollar durch die Chinesische Entwicklungsbank eingerichtet und soll künftig auf fünf Milliarden US-Dollar anwachsen. Im Mai 2010 startete der Fonds seine zweite Finanzierungsrunde, um zwei Milliarden US-Dollar einzusammeln. Im Jahr 2015 kündigte China Pläne an, den CAD-Fonds auf zehn Milliarden US-Dollar aufzustocken.